# مارتي ميتونين
مارتي جوهاني ميتونين (17 أبريل 1907 - 19 يناير 2002)، هو سياسي فنلندي شغل مرتين منصب رئيس وزراء فنلندا، من عام 1961 إلى عام 1962 ومرة أخرى من عام 1975 إلى عام 1977.